# Kosmický raketoplán

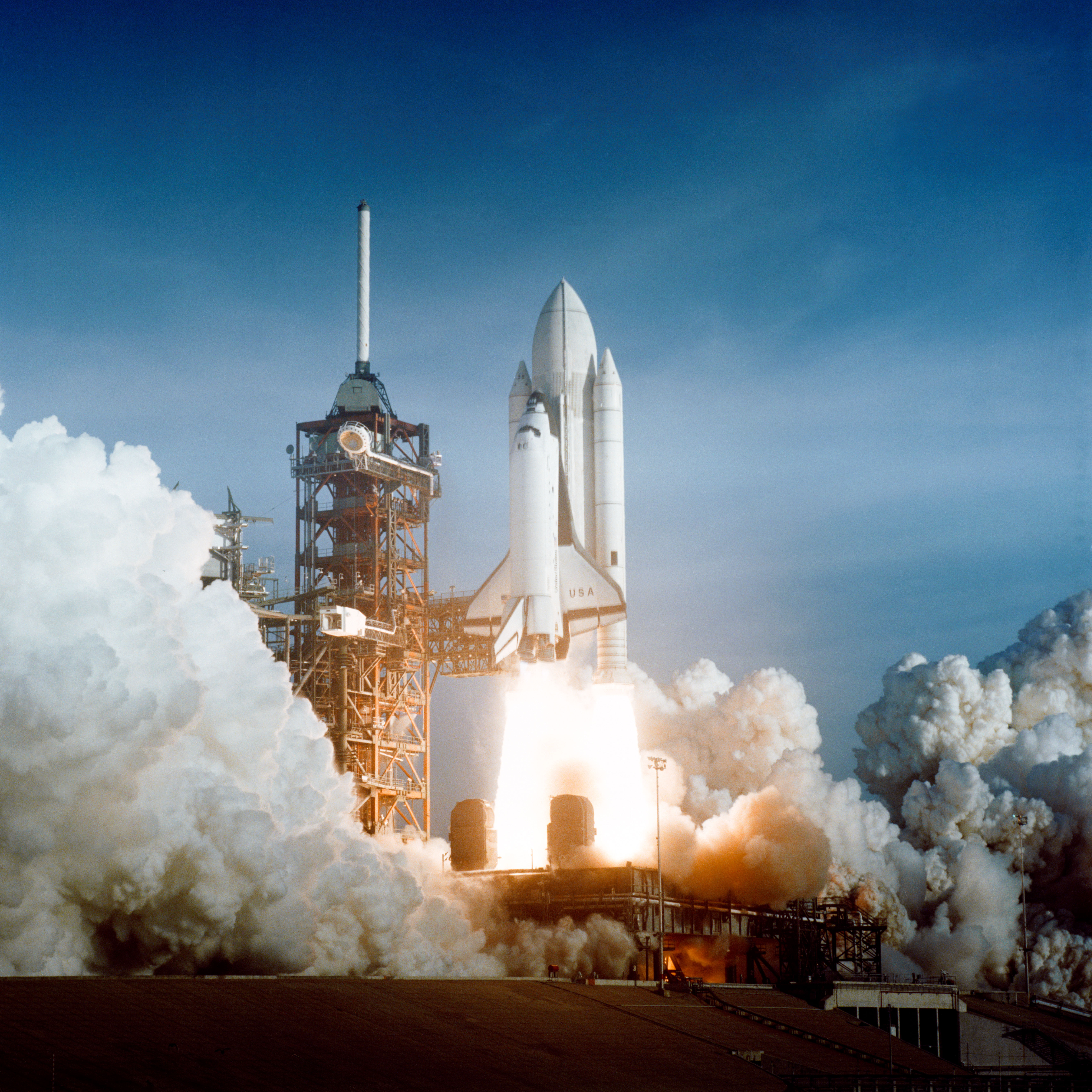
Start raketoplánu Columbia

Kosmický raketoplán je dopravní prostředek určený k dopravě na orbitální dráhu kolem Země. Na oběžnou dráhu by mohl být vynášen vlastními raketovými motory (toto „čisté“ řešení nebylo doposud realizováno), případně posílenými pomocnými raketovými motory, neboť jeho stavební součástí je nosný raketový systém (nosná raketa). V kosmickém prostoru se pohybuje jako kterákoli jiná kosmická loď.

## Charakter provozu
Kosmický raketoplán mohl být provozován jak v pilotovaném, tak bezpilotním režimu. Jeho obvyklým, nikoli však nezbytným rysem byla mnohonásobná použitelnost.
Start ze země mohl probíhat buď vertikálně, jako u běžné nosné rakety, nebo horizontálně jako u klasického letounu, případně mohl být do určité výše vynesen jiným letadlem a zde vypuštěn k samostatnému letu. Návrat na Zemi probíhal klouzavým nebo motorovým letem, s případným využitím pomocných motorů (raketových, nebo proudových) a přistával na letišti s dostatečně dlouhou přistávací dráhou.
Někdy se nepřesně do této kategorie zahrnují i tzv. vztlaková tělesa (lifting bodies), která však nejsou plošníky, neboť aerodynamický vztlak nepůsobí nosné plochy, ale trup letadla.

## Kategorie kosmických raketoplánů
Z hlediska provozu a dosahovaných výkonů můžeme rozdělit kosmické raketoplány do dvou velkých tříd:
- orbitální kosmické raketoplány;
- suborbitální kosmické raketoplány.

### Orbitální kosmické raketoplány
Tato třída dosáhne v průběhu vzletu nejméně první kosmické rychlosti a po vypojení raketových motorů se pohybuje po oběžné dráze kolem Země případně po únikové hyperbolické dráze z gravitačního pole Země jako kosmická loď.
V této třídě byly realizovány dosud pouze dva typy kosmických raketoplánů, a to:
- americký kosmický raketoplán Space Shuttle;
- sovětský kosmický raketoplán Buran.

Existuje však celá řada nerealizovaných projektů takových strojů, např. evropský raketoplán Hermes (ESA).
Vývoj amerického raketoplánu byl zahájen 16. dubna 1973, o tři roky později byl vyroben první prototyp. Další stroj Enterprise 101 byl přivezen na hřbetě upraveného letadla Boeing 747-SCA do Drydenova leteckého výzkumného střediska NASA v Kalifornii. Na letišti v přilehlé poušti byl raketoplán vyzkoušen v sérii zkušebních letů v létě roku 1977. V roce 1980 byl prototyp Columbie dopraven na kosmodrom na Floridě.
Provoz raketoplánů Space Shuttle byl ukončen v roce 2011 a všechny existující byly dány do muzeí.

### Suborbitální kosmické raketoplány
Stroje této třídy jsou urychleny raketovým motorem (motory) na maximální rychlost výrazně nižší, než je první kosmická rychlost. Po vypojení motoru (obvykle po vyčerpání pohonných látek) pokračují v letu setrvačností po balistické (suborbitální) dráze, přičemž její vrchol leží za hranicí zemské atmosféry, tedy v kosmickém prostoru. Tato hranice nebyla dosud v rámci mezinárodního práva stanovena; pro potřeby ustavování leteckých rekordů stanovila Mezinárodní letecká federace (FAI) hranici vesmíru ve výši 100 km nad geoidem.
Z hlediska FAI proto splnily podmínky pro zařazení do kategorie suborbitálních kosmických raketoplánů dosud pouze dva typy letounů, a to:
- americký raketoplán North American X-15 (max. dosažená výška 108 km);
- americký raketoplán Boeing X-20 Dyna-Soar (projekt zrušen v přípravné fázi, uskutečněn jeden bezpilotní let);
- americký raketoplán Scaled Composites SpaceShipOne (max. dosažená výška 112 km).

Ve stavbě jsou další typy, které by měly sloužit ke turistickým „skokům na okraj vesmíru“.

## Brzdění

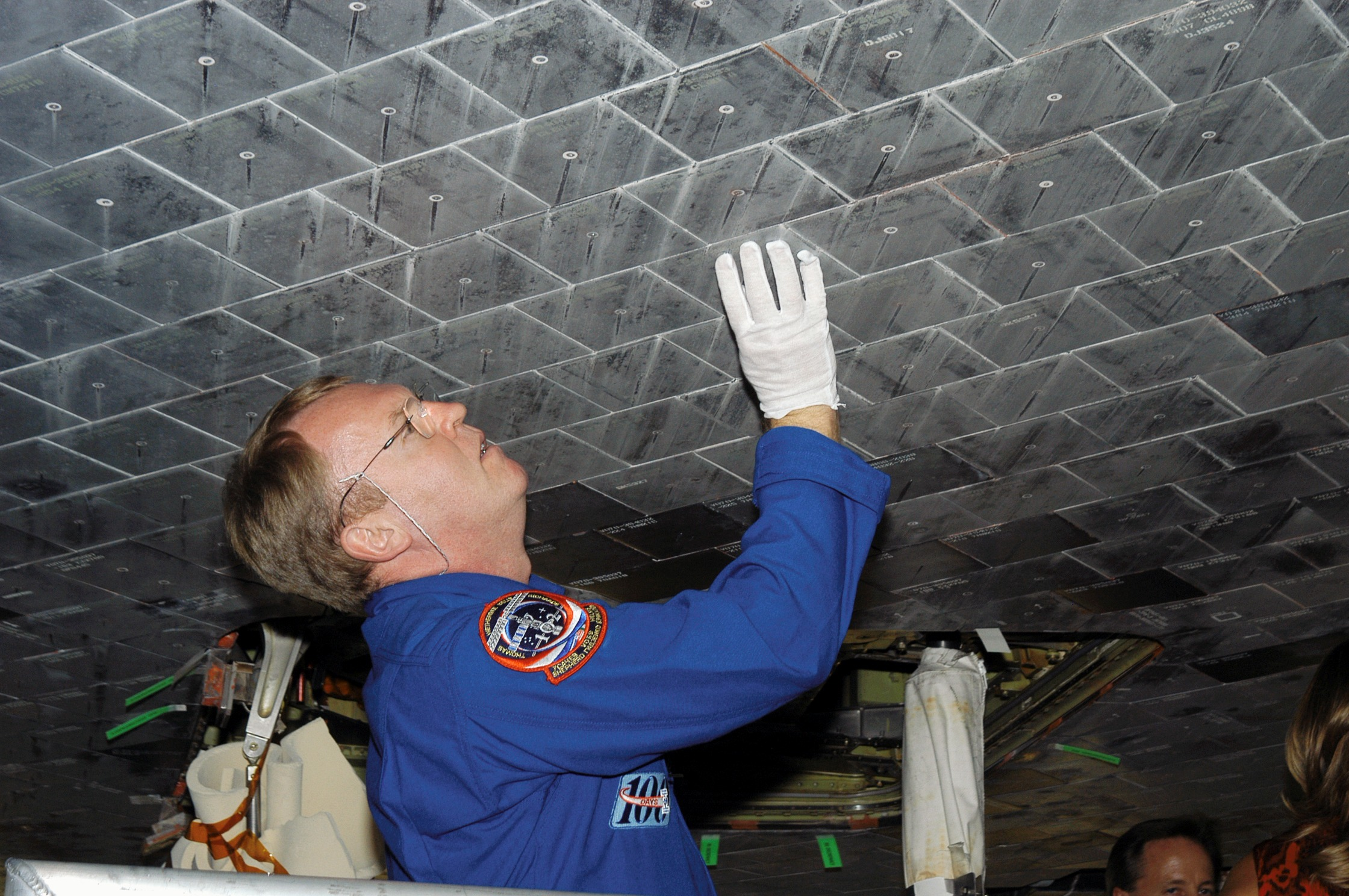
Astronaut Andrew S. W. Thomas kontroluje destičky na spodku Atlantis. (30.10.2003)

Místo aktivního brzdění protipohonem, který by potřeboval palivo, se používá tření o atmosféru, tedy určitou část sestupu se provádí v pozici napříč trajektorii. Na tepelném štítu na spodku raketoplánu tedy po tu dobu vládnou extrémní podmínky. Nesmí se sestupovat příliš strmě, nejen proto, že by nad povrchem byla rychlost ještě příliš vysoká (doba letu atmosférou by byla na brzdění příliš krátká), ale při dosažení hlubších vrstev atmosféry o vyšším tlaku vzduchu příliš vysokou rychlostí by se také jeho povrch příliš rozžhavil, až nad únosnou mez. Rozžhavení povrchu nelze zabránit, naopak je nutné: Kinetická energie stroje se totiž přeměňuje na teplo. Nejúčinnějším materiálem pro tepelnou izolaci je obecně keramika. Izolační povrch raketoplánu je tvořen destičkami (cca 20 cm). Destičky se po každém letu nahrazují novými, kvůli jejich ubývání opalem: Například u sondy Galileo tvořil tepelný štít polovinu její hmotnosti a opálil se o více než polovinu, ovšem ten byl z kovu.
Tragédie Columbie byla způsobena poškozením izolačního povrchu přímo na náběžné hraně křídla, kde je teplota a působení plazmatu nejintenzivnější, a následným otvorem propáleným do vnitřku křídla. Například z Buranu při sestupu úplně odpadly hned čtyři izolační destičky, ovšem ne na kritických místech. Poškození destiček není ničím výjimečným, po přistání lze na povrchu běžně napočítat desítky různých vad.